# Thecla torris
Thecla torris är en fjärilsart som beskrevs av Druce 1907. Thecla torris ingår i släktet Thecla och familjen juvelvingar. Inga underarter finns listade i Catalogue of Life.